# José Jiménez Villarejo
José Jiménez Villarejo (Málaga, 1929 - 15 de diciembre de 2013) fue un jurista, fiscal y magistrado del Tribunal Supremo español, hermano del fiscal Carlos Jiménez Villarejo y padre de la política socialista, Trinidad Jiménez.

## Biografía
Licenciado en Derecho por la Universidad de Granada, se incorporó a la carrera fiscal. Ocupó plaza como fiscal en distintas audiencias provinciales andaluzas durante la dictadura franquista, en un tiempo en el que, señaló, «la mayoría de la magistratura podría ser caracterizada como ajena a los ideales democráticos». Hombre cristiano de profundo sentimiento religioso, durante su estancia en Málaga en la década de 1960 trabó amistad con el teólogo José María González Ruiz, así como con otros hombres y mujeres muy influenciados y comprometidos, como él, con el mensaje del Concilio Vaticano II, como  Alfonso Carlos Comín. Allí también se vincularía con la reorganización del Ateneo, del que fue su primer presidente. Destinado en la audiencia de Huelva en 1981, fue uno de los pocos fiscales que manifestó desde el primer momento su lealtad a la Constitución en la intentona golpista de febrero.  En diciembre de 1982, fue nombrado por el primer gobierno de Felipe González teniente fiscal del Tribunal Constitucional.
En 1984 pasó a ser fiscal especial para la lucha contra el tráfico de drogas, puesto entonces de nueva creación, aunque dimitió al año siguiente por los conflictos constantes con la policía, sobre la que no tenía mando, la falta de competencias reales de su cargo y los conflictos con el ministro de Sanidad, Ernest Lluch.
Ya en 1986, fue nombrado magistrado del Tribunal Supremo, ocupando la sala segunda (Sala de lo Penal), que presidiría desde 1997; con anterioridad, presidió la quinta sala (Sala de lo Militar) que sustituyó al Consejo Supremo de Justicia Militar. Como presidente de la Sala Penal, cargo en el que permaneció hasta su jubilación en 1999, hubo de tratar cuestiones como el caso GAL, el caso Banesto y el procesamiento de Mario Conde, entre otros. Como magistrado de la Sala Quinta, votó por la anulación de la condena a muerte impuesta durante el franquismo por un tribunal militar a Julián Grimau. Estaba en posesión de la Gran Cruz de la Orden de San Raimundo de Peñafort.
Consideraba que el juez debe dar igual valor a la defensa de su independencia, como a la de su imparcialidad, y que «la justicia nos exige ver al otro como nuestro igual». Fue valorado como un «referente de honestidad, independencia intelectual y compromiso social», volcado en el pensamiento democristiano y liberal, que creyó en la posibilidad real de una «izquierda cristiana» en lo político.